# Мур, Элизабет
 Элизабет Мур (умерла до мая 1355) — любовница, затем жена Роберта Стюарта (1319—1390), 7-го лорда-стюарда Шотландии (1326—1371) и хранителя Шотландии (1338—1341, 1346—1371), который позднее стал королем Шотландии под именем Роберта II.

## Биография
Элизабет Мур родилась в замке Роваллан. Его родителями были сэр Адам Мур из Роваллана (Эршир) и Дженет Мур.
Вначале Элизабет Мур стала любовницей Роберта Стюарта. Он женился на ней в 1336 году, но их брак считался неканоническим. В 1349 году Роберт Стюарт женился на Элизабет Мур, получив разрешение от папы римского из Авиньона 22 ноября 1347 года.
Элизабет Мур скончалась до того, как её муж Роберт Стюарт унаследовал королевский престол в довольно преклонном возрасте (54 года), а затем 2 мая 1355 года он вторично женился на Ефимии де Росс (умерла в 1386).
27 марта 1371 года Джон Стюарт, который впоследствии занял королевским престол в 1390 году, изменив своё имя на Роберт III, граф Каррик и лорд-стюард Шотландии, старший сын короля Шотландии Роберта II Стюарта от брака с Элизабет Мур, был объявлен наследником короны парламентом в аббатстве Сконе.
У них было по крайней мере десять детей, а некоторые считают, что их было тринадцать. Сомнения в обоснованности её брака привели к семейным спорам по поводу права её детей на корону.
- Роберт III Стюарт, родившийся как Джон Стюарт, граф Каррик (1337—1406), король Шотландии (1390—1406)
- Уолтер Стюарт, граф Файф (около 1338 — 1362)
- Роберт Стюарт, герцог Олбани (около 1340 — 1420)
- Александр Стюарт, граф Бьюкен (1343—1405)
- Маргарет Стюарт, муж — Макдональд, Джон I (лорд Островов) (умер в 1386)
- Марджори Стюарт, 1-й муж — Джон Данбар, граф Морей (умер в 1390), 2-й муж — сэр Александр Кейт
- Джоанна Стюарт, 1-й муж — сэр Джон Кейт (умер до 1375), 2-й муж — сэр Джон Лайон, лорд Гламис (1340—1382), 3-й муж с 1384 года сэр Джеймс Сэндилэндс (умер до 1397)
- Изабелла Стюарт, 1-й муж — Джеймс Дуглас, 2-й граф Дуглас, 2-й муж — Давид Эдмонстон
- Кэтрин Стюарт, жена сэра Роберта Логана Гругара и Рестальрига, лорда-адмирала Шотландии
- Элизабет Стюарт, муж — сэр Томас де ла Хэй (1342—1406), лорд-верховный констебль Шотландии.